# Літературний музей імені Мирослава Ірчана
Літературний музей імені Мирослава Ірчана — музей в с. П'ядики Коломийського району Івано-Франківської області.

## Короткий опис

Пам'ятник Ірчану у П'ядиках

Музей створено в 1962 році. Розташований в окремому приміщенні по вулиці Мирослава Ірчана.
У музеї виставлено 114 оригінальних експонатів, що розповідають про життя і творчість українського письменника Мирослава Ірчана. 
Експозиція музею розташована в трьох кімнатах. Серед експонатів музею — літературні видання «Бунтар» та «Ціна крові», автором і перекладачем яких є Мирослав Ірчан, оригінальні фотографії, які відображають життєвий шлях Мирослава Ірчана. 
Музей розташований у приміщенні будинку, розташованого поруч із хатою під солом’яною стріхою, в якій народився Мирослав Ірчан. На 2010 рік приміщення музею перебуває в неналежному технічному стані.

## Практична інформація
Адреса:
с. П'ядики,
Коломийський р-н,
Івано-Франківська обл.
Цей музей брав участь у проекті «Відкритий туризм: доступність відпочинку на Івано-Франківщині для осіб з особливими потребами». До музею важко добратися, відсутні вказівники.